# ディオニシオ・ゴメス
ディオニシオ・ゴメス（Dionisio Gómez、1980年4月20日 - ）は、パナマの男子プロバスケットボール選手である。2014年までbjリーグ、滋賀レイクスターズ所属。

## 来歴
アーカンソー大学卒業後、米独立リーグUSBLのテキサス・リムロッカーズに入団。
その後、母国パナマを初め、アルゼンチン、メキシコ、スペイン、チリでプレー。
バスケットボールパナマ代表としても1997年のジュニアより2007年まで選ばれ、2006年世界選手権で来日して日本とも対戦した。
2011年、滋賀レイクスターズに入団。2013-14シーズン終了後に引退